# Сотеська-при-Моравчах
Сотеська-при-Моравчах (словен. Soteska pri Moravčah) — поселення в общині Моравче, Осреднєсловенський регіон, Словенія. 
Висота над рівнем моря: 369,7 м.